# 間接正犯
間接正犯（かんせつせいはん）とは、他人の行為を利用して自己（しばしば背後者という）の犯罪を実現する正犯のことである。共犯ではないというのが通説である。
かつては無関係の第三者の適法行為や刑事未成年の行為を利用した犯罪のケースにおいて実行従属性や要素従属性の問題により共犯に問えないことから、処罰の間隙を埋めるための補充的な理論として主張されたが、現在ではより積極的に、どのような場合に間接正犯になりうるのか、ということが正犯性の判断基準の問題（あるいは実行行為概念の再構成の問題）として議論されている。

## 道具理論
他人を利用する場合に、正犯としての実行行為性を認める立場は、正犯の意味を規範的に（緩やかに）とらえる。
正犯とは、犯罪実現の現実的危険性を有する行為を自ら（自らの手で）行う者をいうが、「自ら」（自らの手で）は規範的理解が可能（緩やかに解することが可能）とする。そのうえで、他人を道具として利用する場合は、規範的には「自らの手で」行ったといえ、利用者の行為には正犯としての実行行為性が認められるとされる。
この立場では利用者に正犯意思が認められるとともに、被利用者に道具性があるときに間接正犯が成立するとされ、道具性の要件が問題となる。（道具理論）
これについては、「反対動機形成の可能性がないこと、または強い支配を受けていること」が道具性の要件であり、このとき間接正犯に実行行為性が認められるとしている。
具体的には、
1. 被利用者の身体活動が刑法上の行為に当たらないとき
2. 被利用者の行為が構成要件要素を欠き、構成要件該当性を有しないとき
3. 被利用者の行為が違法性を欠くとき

が挙げられている。
医師が入院患者を殺そうとして毒入り注射器を用意し、看護師に事情を知らせず、患者に注射するように指示した場合は、看護師には構成要件的故意が欠け、2.の場合にあたる。
判例は、責任を欠くときも挙げるがこれに対しては批判が多い。（例：子供を使って窃盗をさせる場合を間接正犯とするか、教唆犯とするか）

## 間接正犯の実行の着手時期
間接正犯の実行の着手時期については、
利用者行為標準説（利用者が誘致行為を開始したとき）（医師が看護師に注射器を渡したとき）もあるが、いまだ現実的な危険が生じていないとする批判がある。
判例は被利用者行為標準説（看護師が注射したとき）とされるが、常に現実的な危険が生じているとは限らないという批判がある。
利用行為時か被利用者行為時かに限らず、現実的な危険が惹起されたときと解する個別説が有力である。

## 間接正犯と錯誤
医者が患者を殺す意思で毒入りの注射器を事情を知らない看護婦に渡したが、看護婦が途中で医者の意図に気付き殺意をもって患者に注射して患者が死亡した場合が典型例である。医者は看護婦を道具として利用する意思があったが、看護婦は途中で道具性を失っており、この場合には間接正犯は成立しない。医者を無罪とせず38条2項により教唆犯を認めるのが通説である。

## 自手犯
正犯の直接の行為を不可欠要素とし、間接正犯が成立しえない犯罪類型を自手犯（じしゅはん）という。